# 岡山県スポーツの歌
「岡山県スポーツの歌」（おかやまけんスポーツのうた）は、1962年（昭和37年）の第17回国民体育大会開催に当たり岡山県実行委員会が選定した体育歌である。作詞・脇太一、作曲・清水脩。

## 解説
国体開催前年の1961年（昭和36年）10月より全国を対象に懸賞募集を実施し、応募総数587篇から香川県の元中学校教員・脇太一の応募作が入選採用された。作成の意義は「“気軽に”県民の協力を訴えていくには、老若男女を問わず、親しめる国体にちなんだ歌を作る」こととされている。
『岡山県スポーツの歌』が作成される以前には、山形県の『スポーツ県民歌』をはじめ宮城県で『宮城県体育歌』、福島県で『福島県スポーツの歌』、大分県で『大分県民体育の歌』などが作られているが、その多くは国体とは無関係にローカルの県民体育大会や種目別の大会開催を記念したものであり、国体開催記念事業としての恒常的な県体育歌作成は当時としては画期的な事業だったとされる。
創唱者には地元出身のテノール歌手である柴田睦陸が指名され、1962年（昭和37年）1月28日に岡山市公会堂で発表演奏が執り行われた。開催に合わせて県がビクターレコード（のちJVCケンウッド・ビクターエンタテインメント）の委託製造でソノシート（規格品番：FS-5633）2000枚を作成し、楽譜1万枚と合わせて県下の市町村に配布している。また、岡山県庁舎で運用していたミュージックサイレンでは5月5日から10月26日までの期間限定で『岡山県スポーツの歌』が演奏された。なおビクターでは県が配布したソノシートとは別に、合唱をB面に収録したシングル盤（PRB-5007）も製造している。